# Поликристаллический кремний

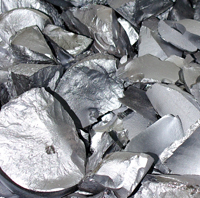
Поликремний

Поликристаллический кремний («поликремний») — материал, состоящий из мелких кристаллитов кремния. Занимает промежуточное положение между аморфным кремнием, в котором отсутствует дальний порядок, и монокристаллическим кремнием.
С технологической точки зрения, поликристаллический кремний — наиболее химически чистая форма промышленно производимого полуфабриката кремния, получаемого очисткой технического кремния хлоридными и фторидными методами и используемого для производства моно- и мультикристаллического кремния.
В настоящее время различают поликремний «электронного» (полупроводникового) качества (более дорогой и чистый) и поликремний «солнечного» качества для нужд фотовольтаики (более дешёвый и содержащий больше примесей).

## Применение
Поликристаллический кремний электронного качества преимущественно используется для получения цилиндрических кристаллов для электроники методами Чохральского и бестигельной зонной плавки.
Поликристаллический кремний солнечного качества используется для получения прямоугольных мультикристаллических блоков, цилиндрических кристаллов, пластин для солнечной энергетики методами направленной кристаллизации, Степанова, Чохральского.
Применяется в основном при изготовлении кристаллических и тонкопленочных фотопреобразователей на основе кремния, ЖК-экранов, подложек и технологических слоев интегральных схем. Большую часть сверхчистого поликремния получают из моносилана, ввиду экономичности метода.

## История производства

### В СССР
В 1950-х годах в мире было освоено производство поликремния электронного качества. Производство более дешёвого и грязного поликремния «солнечного» качества было освоено намного позднее.
В СССР существовали собственные производства поликремния электронного качества для нужд военно-промышленного комплекса:
- «Подольский химико-металлургический завод» с 1960-х годов (производство остановлено и мощности полностью уничтожены к 2001 году);
- «Запорожский завод полупроводников» — производство остановлено по причине отсутствия бюджета для приобретении сырья в 2017 году;
- «Донецкий химико-металлургический завод» с 1980 года (до 45 % всего объёма бывшего СССР), производство остановлено в 1993 году, оборудование законсервировано;
- В 80-х годах XX в. было начато, но не закончено строительство завода в Таш-Кумыре.

Расширение производства фотовольтаика в конце 90-х годов XX века привело к исчерпанию запасов кремниевого скрапа, выведенного из-за недостаточной чистоты из оборота при производстве электронных приборов. В результате этого в индустрии возросло потребление поликремния, что в 2000-х годах привело к дефициту первичного поликремниевого сырья как для фотовольтаики, так и для электронной промышленности.

### В СНГ
На фоне дефицита по всему миру было запущено множество крупных проектов по строительству заводов по производству поликремния как электронного, так и солнечного качества.
В рамках преодоления дефицита на территории СНГ получило развитие несколько производств:
- Расширялось действующее производство в г. Таш-Кумыр (Кыргызстан, OJSC Crystal). На 2009 год качество кремния позволяет использовать его для производства относительно низкоомных кристаллов электронного качества.
- Группа «Nitol Solar» запустила завод по производству поликремния в Усолье-Сибирском). На 2009 год качество кремния позволяет использовать его для производства кристаллов солнечного качества.
- В 2008 году начато производство на ФГУП «Горно-Химический комбинат (ГХК)» Росатома в Железногорске.
- В 2008 году Подольский химико-металлургический завод начал проработку поликремниевого проекта для возрождения остановленного в 2000 году производства.
- Начато возрождение производства поликремния на Запорожском титано-магниевом комбинате.
- В ноябре 2008 года началось строительство завода по производству поликристаллического кремния в Индустриальном парке Астаны подразделением Ланкастер Груп — АО «КУН Реньюбилз».

К 2012 году разразившийся кризис перепроизводства поликремния привел к обрушению цен до порога окупаемости, что привело к закрытию всех производств поликремния на территории СНГ. В том числе:
- На июль 2013 года производство на ГК «Кристалл» в Ташкумыре остановлено, колонны распилены на металлолом, предприятие имеет большие долги и иски по факту незаконной национализации от инвесторов.
- К началу 2013 года группа «Nitol Solar» остановила производство поликремния в Усолье-Сибирском) в связи с убыточностью.
- В 2013 году вокруг ФГУП «Горно-химический комбинат (ГХК)» идёт судебная тяжба[1], производство не действует.

На 2014 год, по оценке аналитика в сфере поликремния Д. О. Бибишева, 100 % производственных мощностей контролируют 9 крупнейших компаний из США, Японии, Германии, Италии, Сингапура и Китая. Основные производства располагаются в Китае (Синьцзян обеспечивает почти половину мировых поставок поликремния), Сингапуре и США.

## Внешний вид и качество
Большая часть поликристаллического кремния в мире производится в форме цилиндрических стержней (на 2009 год: Россия — до 140 мм в диаметре, за границей СНГ — до 300 мм в диаметре) серого цвета с шершавой дендритной поверхностью. В продажу собственно стержни поступают не всегда. Обычно стержни раскалываются на фрагменты («chunk»), которые пакуются в мерные (5—10 кг) чистые пакеты из толстого полиэтилена. Сколы стержней имеют раковистый излом, подобный изломам аморфных материалов.
Срез (шлиф) стрежня поликремния обычно изучают при контроле качества получаемого кремния и при анализе хода технологического процесса.
В центре стержня находится «затравка» из моно- или поликремния. Ранее затравки получали перетягиванием в атмосфере поликремния электронного качества (т. н. кислородные прутки). С развитием технологий проволочной и ленточной резки затравочные кристаллы стали получать путём продольного разрезания слитков моно- и стержней поликремния на прутки квадратного сечения (5×5, 7×7, 10×10 мм и т. п.). Чистота и соответственно удельное электрическое сопротивление затравки оказывают определяющее влияние на чистоту итогового поликристаллического стержня. Это связано с тем, что процесс водородного восстановления силанов проводится при температурах 900—1100 °C в течение длительного времени, что приводит к активной диффузии примесей из затравочного кристалла в осаждаемый на затравку материал. С другой стороны, уменьшение содержания примесей и, соответственно, повышение удельного электрического сопротивления затравки препятствует как резистивному, так и высокочастотному разогреву затравочных кристаллов на стартовой фазе процесса, что требует применения более дорогостоящего оборудования, обеспечивающего значительно более высокие напряжения на концах стержней на старте процесса (или более высокую напряжённость электромагнитного поля в камере при использовании высокочастотного разогрева).
От затравки перпендикулярно к образующей прорастают плотноупакованные кристаллиты в виде коротких игл с сечением менее 1 мм. При большой скорости осаждения зерна поликремния часто начинают разрастаться дендритно (наподобие «попкорна»), при аварийном течении процесса дендриты могут даже образовывать отслаивающиеся корки. Качество и чистота такого поликремния обычно ниже.
Небольшая часть поликристаллического кремния производится из моносилана в псевдоожиженном (кипящем) слое в форме гранул темно-серого цвета диаметром от 0,1 до 8 мм (МЭМС).
Производство в кипящем слое является более выгодным из-за на порядки большей поверхности осаждения и соответственно более полного израсходования реакционной смеси; из-за возможности непрерывного вывода из зоны реакции частиц, достигших некоторого предельного размера. С другой стороны, такой кремний содержит некоторое количество аморфного материала и мелких частиц футеровки реактора (в том числе покрытых осаждённым кремнием). Из-за развитой поверхности гранулированный кремний легко загрязняется, адсорбирует много воды и газов воздуха. В целом, гранулированный кремний имеет заметно более низкую степень чистоты, чем кремний, полученный осаждением на неподвижные стержни, и чаще используется для менее требовательного производства кристаллов солнечного качества.

## Методы получения
Традиционно поликристаллический кремний получают из технического кремния путём перевода его в летучие силаны (моносилан, хлорсиланы, фторсиланы) с последующими разделением силанов, ректификационной очисткой газа и восстановлением его до кристаллического кремния.
Изначально при промышленном производстве поликремния использовались хлорсиланы. На 2011 год технологии на основе трихлорсилана остаются доминирующими. Идущие на смену хлорсилановым фторсилановые технологии считаются более дешёвыми, но менее экологичными.
Для восстановления кремния в технологиях, использующих трихлорсилан, в основном применяется Сименс-процесс: в протоке реакционной парогазовой смеси силанов и водорода на поверхности нагретых до 650—1300 °С кремниевых стержней (либо крошек в кипящем слое) происходит восстановление силана и осаждение свободного кремния. Температурный режим реакции существенно зависит от особенностей конструкции реактора и технологии. За счёт высокой температуры стержней освобождающиеся атомы кремния сразу встраиваются в кристаллическую решётку, образуя кристаллы дендритной структуры. Образующиеся в ходе реакции газообразные продукты уносятся протоком не прореагировавшей парогазовой смеси и после очистки и разделения могут быть использованы повторно.

### Стадии сименс-процесса
Получение поликремния в сименс-процессе основывается на преобразовании четыреххлористого кремния в трихлорсилан с повторным использованием образующихся побочных кремний-содержащих веществ, что снижает себестоимость и устраняет экологические проблемы.
1. Синтез трихлорсилана методом низкотемпературного каталитического гидрирования четыреххлористого кремния:
3SiCl4 + 2 H2 +Siмет. ↔ 4 SiHCl3
2. Последовательное восстановление кремния на подложке:
2SiHCl3 ↔ SiH2Cl2 + SiCl4
2SiH2Cl2 ↔ SiH3Cl + SiHCl3
2SiH3Cl ↔ SiH4 + SiH2Cl2
SiH4 ↔ Si + 2H2
3. Повторное использование:
Выделяющийся водород и производные соединения можно использовать многократно.

### Усовершенствование технологии
EPC Company Group предложила EPC-SCHMID технологию, основанную на диспропорционировании хлорсиланов, очистке и последующем пиролизе моносилана. По уверениям разработчиков, по энергоёмкости и материалоёмкости технология дает выигрыш до 30 % по сравнению с традиционным Сименс-процессом и обеспечивает выход годного продукта на уровне 80 % при дополнительной очистке поликремния от бора.
Известны, но пока не получили широкого применения методы получения поликристаллического кремния через аморфную фазу методами гидролиза силанов, а также восстановления силанов в плазме ВЧ и СВЧ разрядов в связи с легкой загрязняемостью и сложностью перевода аморфного кремния в кристаллическую фазу. Развиваются Сименс-технологии, например, с использованием белков, полимеров и т. п.

## Производители[7]
- Nitol Solar — до 2012 года крупнейший российский производитель кремния
- Гиредмет — научно-исследовательский и проектный институт, спроектировал крупнейшие заводы по производству поликристаллического кремния
- Химпром, Новочебоксарск
- Химпром, Волгоград
- Железногорский завод полупроводникового кремния
- Полисил (Балтийская кремниевая долина)
- Сибирский кремний (РУСАЛ)
- Подольский химико-металлургический завод